# Gospodarstvo Svetog Kristofora i Nevisa
Gospodarstvo Svetog Kristofora i Nevisa predstavlja nacionalno gospodarstvo Federacije Svetog Kristofora i Nevisa.
Nacionalno gospodarstvo ove otočne države od 1970-ih ovisi o turizmu koji je zamijenio proizvodnju šećera kao temelja privrede još od kolonijalnog razdoblja. U razdoblju od 2009. do 2013. smanjio se broj turističkih dolazaka te stranih ulaganja dok je rast uslijedio tek 2014. godine.
Nakon 2005. godine nacionalna Vlada je odlučila zatvoriti industriju šećera nakon nekoliko desetljeća gubitaka. Kako bi se kompenzirao gubitak radnih mjesta, Vlada je pokrenula program promjene poljoprivrednog sektora te stimulaciju drugih sektora kao što su izvozno orijentirana proizvodnja te offshore bankarstvo. Time je ostvaren značajan napredak u smanjenju javnog duga koji je 2011. godine iznosio 154% nacionalnog BDP-a dok je 2013. smanjen na 83% BDP-a. Razlog tako visokoj stopi može se u velikoj mjeri pripisati gubicima javnih poduzeća.

## Gospodarstvo

### Turizam
Sam turizam počeo se razvijati tijekom 1990-ih. Tijekom 2009. godine zemlju je posjetilo oko 200.000 turista. Sveti Kristofor i Nevis su kao i ostale karipske zemlje koje ovise o turizmu, podložni smanjenju turističke zarade od elementarnih nepogoda te promjena u turističkoj potražnji.
Glavna turistička odredišta su Frigate Bay (Sv. Kristofor) i Pinney’s Beach (Nevis) a stanovit broj vila na nekadašnjim plantažama je preuređen u manje hotele. Na godišnjoj razini, otoke posjeti oko 340.000 stranih turista, od čega 1/3 u okviru turističkih krstarenja.

### Poljoprivreda
Na oba otoka je oko 39% površine obradivo a čine ga njive i trajni nasadi.
Gotovo cjelokupno gospodarstvo temeljilo se na poljoprivredi, preciznije na plantažnom uzgoju šećerne trske jer je šećer bio glavni izvozni proizvod. Proizvodnja ovog produkta započela je tijekom kolonijalizma a nakon osamostaljenja, Vlada je [nacionalizirala sve plantaže i otkupila sve šećerane.
U maloj mjeri, na otoku Nevisu uzgaja se tropsko voće, povrće, kokosovi orasi, kopar i pamuk. U novije vrijeme povećao se uzgoj kave, riže i arašida. Za vlastite se potrebe uzgaja slatki krumpir, jam, banane i drugo voće.
Slabije su razvijeni ribarstvo te stočarstvo odnosno uzgoj koza i ovaca.

### Industrija
Industrija je na otocima slabo razvijena. Krajem 1980. godine otvorena su četiri industrijska parka gdje se od uvoznih materijala i komponenata proizvode satovi, odjeća, obuća, namještaj i elektronička oprema.

## Državljanstvo kroz investicije
Sveti Kristofor i Nevis jedna je od mnogih država (uz Maltu, Cipar, Austriju i dr.) koje nude državljanstvo za strane državljane kroz investicije. Osim investicije, od aplikanata se traži da ulože donaciju neprofitnoj organizaciji uspostavljenoj za pružanje podrške bivšim radnicima u šećernoj industriji, istraživanju razvoja industrije i pružanja dalje podrške osiguranja održanja nacionalne ekonomije.
Državljanstvo odnosno putovnica ove otočne države može se dobiti kroz investicijsko ulaganje od 250.000 američkih dolara ili kupnju nekrretnine od 400.000 dolara. Time se dobiva i mogućnost putovanja bez vize u preko 130 zemalja diljem svijeta. Oni koji steknu državljanstvo na taj način, posjeduju ga doživotno, a ono se prenosi i na njihove potomke.
Država na taj način na godišnjoj razini prodaje oko dvije tisuće putovnica te ostvaruje rapidni rast. Ipak, Kanada i SAD su 2014. godine upozorile kako mnogi poslovnjaci koriste putovnice ove države kako bi izbjegli međunarodne sankcije te putovali po zemljama gdje su kazneno odgovorni.

## Trgovinske organizacije
Sveti Kristofor i Nevis je od 26. srpnja 1974. član Karipske zajednice poznatije kao CARICOM te je njena punopravna članica. Također, država je sa šest drugih nacija članica Organizacije istočnokaripskih država (OECS) koje kao zajedničku valutu koriste istočnokaripski dolar. Novčanice i kovanice izdaje Istočnokaripska središnja banka čije je sjedište upravo na Svetom Kristoforu i Nevisu odnosno u Basseterreu.
21. veljače 1996. ova otočna država postala je članica Svjetske trgovačke organizacije (WTO).

## Vanjska trgovina
Glavni izvozni partneri Svetog Kristofora i Nevisa su SAD, Kanada i Azerbajdžan koji su 2014. godine zajedno činili cijelih 60% nacionalnog izvoza. S druge strane, najviše se uvozi iz SAD-a, Trinidada i Tobaga te Njemačke čiji je zajednički izvoz činio preko 2/3 otočkog ukupnog uvoza.
Uspoređujući ukupni uvoz i izvoz, zemlja je 2015. ostvarila ekonomski deficit u iznosu od 179 milijuna dolara.

## Vanjske poveznice
- Sveti Kristofor i Nevis - Proleksis enciklopedija online
- Sveti Kristofor i Nevis - Enciklopedija.hr